# Pinocchio (opéra)
Pour les articles homonymes, voir Pinocchio (homonymie).
Pinocchio est un opéra du compositeur belge Philippe Boesmans sur un livret de Joël Pommerat, créé en 2017 à Aix-en-Provence. L'histoire, reprise de la pièce de théâtre adaptée par le librettiste, est inspirée par le roman de 1881 Les Aventures de Pinocchio de Carlo Collodi, mettant en scène le personnage Pinocchio.

## Historique
Pinocchio, commande conjointe du Festival d'Aix-en-Provence et du Théâtre Royal de la Monnaie avec les opéras de Dijon et Bordeaux, est le septième opéra composé par Philippe Boesmans. L'histoire est adaptée par l'acteur et metteur en scène français Joël Pommerat, depuis une de ses propres pièces écrite d'après le conte de Carlo Collodi en 2008, primée en 2016. Le compositeur et le metteur en scène ont déjà collaboré ensemble sur le livret de l'opéra Au monde, créé en 2014 au Théâtre Royal de la Monnaie de Bruxelles.
Pinocchio est créé le 3 juillet 2017 au Festival d'Aix-en-Provence dans le Grand Théâtre de Provence, sous la direction du chef argentin Emilio Pomarico (it) dans une mise en scène du librettiste, avec le Klangforum Wien de Vienne ainsi que les chanteurs Stéphane Degout, Vincent Le Texier et Chloé Briot. Les costumes sont assurés par Isabelle Deffin et la lumière par Éric Soyer. Cette création donne lieu à un enregistrement de l'opéra le 9 juillet. La production est reprise à La Monnaie en septembre, sous la direction de Patrick Davin avec l'Orchestre symphonique de La Monnaie puis à l'Auditorium de l'Opéra de Dijon en octobre dans une version légèrement revisitée par le compositeur réduisant notamment le premier acte et enfin à l'Opéra national de Bordeaux en mai 2018. 

## Description
Pinocchio est un opéra en vingt-trois scènes avec prologue, ouverture et épilogue, prévu pour six chanteurs et un orchestre chambre de dix-neuf musiciens plus trois sur scène. Les différents rôles sont assurés par un nombre limité de chanteurs et certaines parties sont parlées par un narrateur qui fait avancer l'intrigue.

### Rôles
| Rôle                                                                                     | Voix          | Créateur          |
| ---------------------------------------------------------------------------------------- | ------------- | ----------------- |
| Pinocchio                                                                                | soprano       | Chloé Briot       |
| Directeur de la troupe, un escroc, un meurtrier, Monsieur Loyal (le directeur du cirque) | baryton       | Stéphane Degout   |
| Geppetto le père, un meurtrier, le maître d’école                                        | baryton-basse | Vincent Le Texier |
| Madame Magie, la fée                                                                     | soprano       | Marie-Eve Munger  |
| Chanteuse de cabaret, un mauvais élève                                                   | mezzo-soprano | Julie Boulianne   |
| Directeur de cabaret, le juge, un escroc, un meurtrier, le marchand d’ânes               | ténor         | Yann Beuron       |

## Enregistrements
- Cypres, 2018, 2 CD, enregistré les 13 et 15 septembre 2017[6].